# Main basse sur la Joconde
Main basse sur La Joconde  est un spectacle du parc Astérix de Patrick Roger, mis en scène par Jean-Claude Cotillard et dont les cascades sont réglées par les Cascadeurs Associés[réf. souhaitée]. Mélange d'action et de comique, il raconte le vol fictif du célèbre tableau au début des années 1930. Joué à partir de 1996 avec quelques années d'interruption, ce spectacle prend place en extérieur, sur une scène couverte, dans la zone thématique « À travers le temps ».

## Synopsis
Port du Havre, dans les années 1930. Le célèbre tableau de Léonard de Vinci, La Joconde, doit arriver par convoi ferroviaire et embarquer sur le navire le Sirius III, afin d'être transféré au Metropolitan Museum of Art de New York.
Trois malfrats, au courant du transfert, se concurrencent pour voler le tableau. S'ensuivent cascades, explosions et course-poursuites en voitures et à motos. Au milieu de cette agitation, un personnage naïf nommé Marcel assiste aux évènements, avant de lui-même y prendre part.

## Personnages
- Marcel : également surnommé Super Marcel, ce peintre en bâtiment est présent dès l'arrivée du public. Il est un personnage naïf et qui devient malgré lui le héros du spectacle.
- Les voleurs :
  - le Rat d'Hôtel : personnage féminin, masqué et vêtu de noir. Il se déplace et voltige avec grâce.
  - le voleur masqué : personnage très coloré et mégalomane, réclame les applaudissements à chacune de ses interventions.
  - l'ingénieur fou : personnage à l'apparence d'un scientifique farfelu, grand amateur d'explosifs.
- les gendarmes.

## Autour du spectacle
Le spectacle prend place sur une scène de 1 500 m2, construite à cet effet. Elle est équipée d'une voie ferrée portuaire et la reproduction d'un cargo sert d'arrière-plan. Les gradins, pouvant accueillir 2 000 spectateurs, ainsi que la scène sont couverts. L'investissement s'élève à 40 millions de francs.
L'histoire du spectacle s'inspire librement de deux faits réels mais qui sont sans rapport. La Joconde a effectivement été volée, au musée du Louvre le 21 août 1911, avant d'être retrouvée deux ans plus tard en Italie. Ce n'est qu'en 1963 qu'elle est expédiée aux États-Unis pour y être exposée à la National Gallery de Washington puis au Metropolitan Museum of Art de New York.
Bien que sans rapport avec l'univers d'Astérix, le cadre et l'humour du spectacle peuvent rappeler l'univers d'autres bandes dessinées franco-belges. D'aucuns voient en Superdupont l'inspiration du personnage de Super Marcel.
On retrouve également des codes cinématographiques comme ceux mettant en scène le personnage de Fantômas, qui devait à l'origine être le héros du spectacle.